# Nikolaj Petrovič Šeremetev
Conte Nikolaj Petrovič Šeremetev, in russo Николай Петрович Шереметев? (9 luglio 1751 – Mosca, 14 gennaio 1809), è stato un politico russo.

## Biografia
Era il figlio minore di Pëtr Borisovič Šeremetev, e di sua moglie, Varvara Alekseevna Čerkasskaja, l'unica figlia del cancelliere dell'Impero russo, il principe Aleksej Michajlovič Čerkasskij. Venne educato a casa.

## Carriera
Nel 1768 venne nominato Lord of the Bedchamber e l'anno successivo visitò i Paesi Bassi (dove frequentò l'Università di Leida), l'Inghilterra, la Francia (dove studiò violoncello con il musicista parigino Ivar e incontrò il giovane compositore Wolfgang Amadeus Mozart), la Svizzera e la Germania, e al suo ritorno in Russia, riprese la sua posizione a corte, raggiungendo il grado di capo ciambellano nel 1798.
Dal 1777 è stato direttore della Banca di Mosca e divenne membro del senato.

## Matrimonio
Sposò, il 6 novembre 1801, l'attrice Praskov'ja Ivanovna Kovaleva. Ebbero un figlio:
- Dmitrij Nikolaevič (1803-1871)

Praskov'ja tre settimane dopo, il 23 febbraio 1803, morì. Dopo la morte della moglie, Nikolaj seguì le volontà della moglie, dedicandosi alle opere di carità. Donò una parte del capitale per aiutare gli artigiani e le vedove e iniziò la costruzione di ospizi a Mosca.

## Morte
Morì il 14 gennaio 1809 a Mosca. Fu sepolto a San Pietroburgo nel Monastero di Aleksandr Nevskij.